# Bausenhagen
Bausenhagen ist ein Stadtteil von Fröndenberg/Ruhr, Kreis Unna, mit mehr als 500 Einwohnern.

## Geographie
Er liegt im Osten des Stadtgebietes im südlichen Teil des Haarstrangs auf einer Höhe von 171 Metern über Normalnull.
Durch den Ort verlaufen die Landesstraße 881 und die Kreisstraße 35. Im Norden führen die Bundesautobahn 44 und die Bundesstraße 1 vorbei.

## Geschichte
Bausenhagen ist der 2. älteste Ort in der Stadt Fröndenberg, direkt nach Bentrop. Der Ort wurde erstmals im Jahre 993 urkundlich erwähnt.
Bausenhagen gehörte im Spätmittelalter und der Frühen Neuzeit in eigener Bauerschaft (Busenhagen) im Amt Unna zur Grafschaft Mark. Laut dem Schatzbuch der Grafschaft Mark von 1486 hatten die 18 Steuerpflichtigen in der Bauerschaft zwischen 1 oirt und 6 Goldgulden an Abgabe zu leisten. Größter Steuerzahler war der Schultenhof in Bausenhagen. Im Jahr 1705 waren im Kirspel Bausenhagen 8 Steuerpflichtige mit Abgaben an die Rentei Hamm im Kataster verzeichnet.
Im 18. Jahrhundert wurde in der Gemarkung nach Kohle gegraben.
Ab dem 19. Jahrhundert gehörte Bausenhagen bei der Errichtung der Ämter in der preußischen Provinz Westfalen zum Amt Fröndenberg im Kreis Hamm. 1895 gab es in der Landgemeinde Bausenhagen auf 1750 ha Fläche, 9 Wohnplätze, 45 Wohnhäuser mit 48 Haushaltungen und 280 Einwohner. Anlässlich der Auskreisung der Stadt Hamm am 1. April 1901 wurde aus dem Kreis der Landkreis Hamm. Nach einer Gebietserweiterung im Jahr 1929 wurde dieser im Oktober 1930 in Kreis Unna umbenannt.
Am 1. Januar 1968 wurden Altendorf, Bausenhagen, Frohnhausen, Frömern, Langschede, Neimen, Ostbüren, Stentrop, Strickherdicke und Warmen nach Fröndenberg eingemeindet.

## Einwohnerentwicklung
| Jahr | Einwohner |
| ---- | --------- |
| 1849 | 237       |
| 1910 | 269       |
| 1931 | 301       |
| 1956 | 381       |
| 1961 | 338       |
| 1967 | 304       |
| 1987 | 343       |
| 2010 | 515       |
| 2013 | 512       |

## Infrastruktur
In Bausenhagen gibt es zwei Sportplätze, einen Flugplatz für Modellflugzeuge, ein Tonstudio, zwei Kirchen mit Friedhöfen und ein katholisches Marienheim.
Bausenhagen hat eine Busverbindung, mit der man stündlich nach Unna oder Fröndenberg fahren kann.
In Bausenhagen gibt es mehrere Vereine: den Sportverein Grün-Weiß Bausenhagen (Fußball) mit der Abteilung Breitensport, den Spielmannszug Bausenhagen e. V. und den Schützenverein Kirchspiel Bausenhagen.
Bausenhagen hat seit Herbst 2021 einen erneuerten Meditationsweg mit Astrolehrpfad.
Der Astronomische Lehrpfad Bausenhagen ist ein 2,4 km langer Rundweg mit zehn astronomischen Informationstafeln von Markus Paul. Es werden regelmäßig Führungen angeboten.